# Список умерших в 1051 году

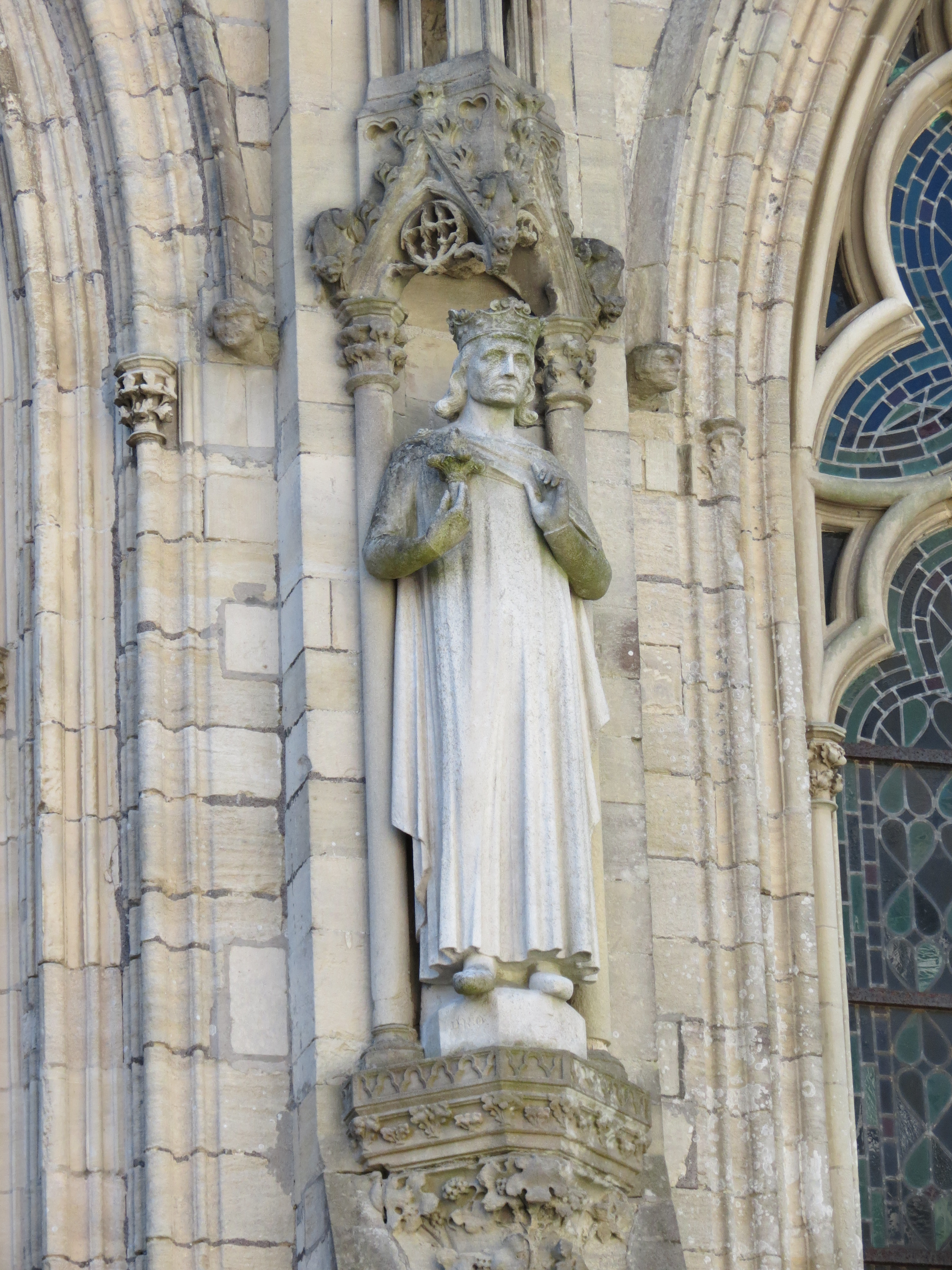
Дрого

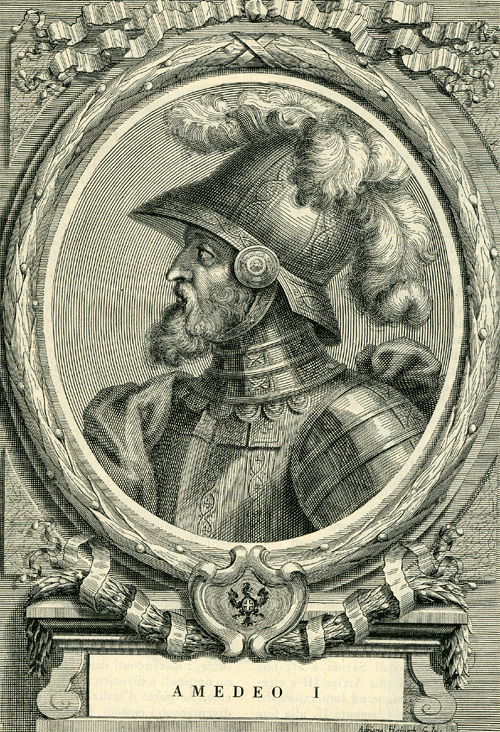
Амадей I

В этой статье представлен список известных людей, умерших в 1051 году.
См. также: Категория:Умершие в 1051 году

## Январь
- 22 января — Элфрик Патток[англ.] — архиепископ Йоркский (1023—1041, 1042—1051)

## Февраль
- 28 февраля — Хумфрид[нем.] — архиепископ Магдебурга (1023—1051)

## Март
- 18 марта — Жерар I[нем.] — епископ Камбре (1012—1051)
- 26 марта — Гуго IV — граф Мэна (1032/1035—1051)

## Апрель
- 27 апреля — Фульк Бертран— граф Прованса (1018—1051)

## Июнь
- 10 июня или 11 июня — Бардо — аббат Верденского аббатства (1030—1031), архиепископ Майнца (1031—1051)
- 22 июня — Теодерих[нем.] — епископ Констанца (1047—1051)

## Август
- 10 августа — Дрого — граф Апулии с 1047 года.
- 24 августа — Хунфрид[нем.] — архиепископ Равенны (1046—1051)

## Ноябрь
- 7 ноября — Рото[нем.] — епископ Падерборна (1036—1051)

## Дата неизвестна или требует уточнения
- Амадей I — граф Савойи (1047/1048—1051)
- Би Шэн — китайский изобретатель, впервые в истории человечества применил для печатания подвижной шрифт.
- Герман — граф Эно с 1039 года, маркграф Валансьена (1048/1049—1051)
- Журден де Ларон[англ.] — епископ Лиможа (1023—1051)
- Матье I — граф Нанта с 1038 года.
- Рауль де Гасе — нормандский феодал, в 1040—1047 годах опекун будущего короля Англии Вильгельма Завоевателя.
- Ришар II — виконт Мийо и Жеводана.